# Фёдорово (Калининградская область)
Федорово— посёлок в Зеленоградском районе Калининградской области. До 2016 года входил в состав Ковровского сельского поселения.

## Население
| 2002 | 2010 |
| ---- | ---- |
| 4    | ↗8   |

## История
В 1670 году в имении Малдайтен был построен амтский трактир, который в 1791 году назывался Блауен круг (Голубой трактир). Малдайтен относился к церковному округу Рудау, в населенном пункте имелась школа.
В 1946 году Малдайтен был переименован в поселок Федорово.
Прежние названия на немецком языке:	Maldaiten bis 1946